# Gerheid Widrich
Gerheid Widrich (* 9. September 1937 in Wien; † 11. August 2019 in Salzburg) war Ärztin in Salzburg, Politikerin der ÖVP und die erste Frau in der Salzburger Landesregierung.

## Werdegang
Gerheid Widrich geb. Kupelwieser entstammte der im 19. Jahrhundert für die österreichische Industrie und Kultur bedeutenden Familie Kupelwieser. Kriegsbedingt erlebte sie eine unruhige Volksschulzeit in Wien, Hohenems und Serfaus in Tirol. Nach der 1947 erfolgten Übersiedlung in das Familienschlössl am Mönchsberg besuchte sie das Mädchengymnasium in Salzburg, an dem sie 1955 maturierte. Daneben studierte sie an der Universität Mozarteum Geige. Nach der Matura widmete sie sich ein Jahr lang ausschließlich der Musik. 1956 begann sie an der Universität Graz das Medizinstudium und promovierte 1964 zum Dr. med. univ. Ab dem 5. Semester finanzierte sie sich mit Rigorosantenkursen in Medizinischer Chemie das Studium vorwiegend selbst.
1963 heiratete sie den Journalisten Hans Widrich. Kinder: 1964: Theresa (Gynäkologin), 1967: Virgil (Filmregisseur), 1968: Mechtild (Kunsthistorikerin).

## Berufsleben
Ab 1. November 1964 durchlief sie am Landeskrankenhaus Salzburg den Turnus und erhielt am 11. April 1968 das Diplom als Praktischer Arzt. Am 1. April 1970 eröffnete sie in der Salzburger Altstadt eine Praxis, im Jänner 1978 wurde sie auch Schulärztin. Mit dem Eintritt in die Landesregierung gab sie diese Aufgaben an Kolleginnen ab. Widrich hielt zahlreiche Vorträge zu den Themen Kindererziehung, Schüler- und Partnerprobleme und zur Gesundheitsvorsorge.

## Ehrenamtliche Aufgaben
Jahre hindurch war Gerheid Widrich im Schulgemeinschaftsausschuss und im Schulforum des Akademischen Gymnasiums Salzburg, ferner Vorstandsmitglied des Salzburger Hilfswerkes, 1996 Delegierte des Salzburger Diözesanforums, 1995 bis 1998 Vorsitzende des Arbeitskreises für Vorsorgemedizin (AVOS).

## Ärztekammerfunktionen
- 1973 Mitbegründung des  gemeinnützigen Ärztevereines AVOS (Arbeitskreis für Vorsorgemedizin), den sie Jahre hindurch ehrenamtlich leitete und in dessen Rahmen sie vor allem auf die Melanom-Vorsorge und Schlaganfall-Nachsorge hinwirkte.
- 1974 Mitbegründung der Fraktion „Freie Ärzte“ und Wahl in die Ärztekammer
- 1986 als erste Frau in den Vorstand der Ärztekammer gewählt.

## Politische Funktionen
1984 lud Landeshauptmann Wilfried Haslauer die bis dahin parteiungebundene Ärztin ein, für den Salzburger Landtag zu kandidieren. Sie trat dem Wirtschaftsbund und der Frauenbewegung der ÖVP bei und kümmerte sich als Abgeordnete vor allem um sozial-, familien- und gesundheitspolitische Belange. Landeshauptmann Hans Katschthaler berief sie 1989 als erste Frau in die Salzburger Landesregierung. Bis 1994 leitete sie die Ressorts Familie, Frauen (neu eingerichtet), Kindergarten, Kleinkindbetreuung, Gesundheit und Naturschutz. Wesentliche Initiativen setzte sie in den Bereichen Landesfamilienförderung, mehr Kindergartenplätze, Tagesbetreuungsgesetz, Stärkung der Vorsorgemedizin und Gesundheitsförderung. Grundlegende Novellierung des Naturschutz-Gesetzes durch Einführung des Vertragsnaturschutzes mit Förderrichtlinien. Schließlich bereitete sie die rechtlichen Grundlagen zur Ausgliederung der Landeskrankenanstalten vor und drängte zum Bau der Chirurgie West und zum Ausbau des Landeskrankenhauses St. Veit, die nach ihrem Abgang verwirklicht wurden.

## Auszeichnungen
- 1992 Medizinalrätin
- 1994 Goldenes Ehrenzeichen des Landes Salzburg
- 1994 Goldenes Ehrenzeichen des Roten Kreuzes
- 1994 Goldenes Ehrenzeichen des Blauen Kreuzes
- 1994 Goldenes Verdienstzeichen der Salzburger Berg- und Naturwacht
- 1994 Goldenes Ehrenzeichen des Salzburger Fischereiverbandes
- 1995 Goldenes Ehrenzeichen der ÖVP Salzburg
- 1995 Julius-Raab-Medaille des Österreichischen Wirtschaftsbundes
- 2002 Goldene Ehrennadel des Österreichischen Hilfswerkes
- 2004 Bundes-Ehrenzeichen
- 2007 Goldenes Ehrenzeichen vom Hl. Rupert und Virgil der Erzdiözese Salzburg
- 2007 Ehrenmitglied des Arbeitskreises für Vorsorgemedizin
- 2013 Anbringung der Plakette "Dr. Gerheid Widrich, Gesundheitslandesrätin von 1989 bis 1994, förderte initiativ den Ausbau der Landeskrankenanstalten St. Veit im Pongau" durch Wirtschaftsdirektor Hubert Hettegger
- 2014 Goldenes Doktordiplom (med. univ.) der  Medizinischen Universität Graz